# Illumos
Illumos es un proyecto de software libre derivado de OpenSolaris. Fue anunciado por conferencia web desde Nueva York el 3 de agosto de 2010. El nombre del proyecto es un neologismo procedente del latín "Illum" (la luz) y de "OS" (operating system, sistema operativo).
Se trata del código base a partir del cual cualquiera podrá crear su propia distribución de software basada en el sistema operativo OpenSolaris. Pero Illumos no era una distribución, ni una bifurcación (fork), en la medida que no pretendía separarse del tronco principal, sino un derivado de la "consolidación" OS/Net (más conocida como ON), que consiste básicamente en el código fuente del núcleo (SunOS), los controladores, los servicios de red, las bibliotecas del sistema y los comandos básicos del sistema operativo.
La iniciativa partió de algunos ingenieros principales de Solaris, como Garrett D'Amore (responsable del proyecto, y actualmente en Nexenta) y Anil Gulecha (ingeniero de BeleniX).
Con la cancelación de OpenSolaris por parte de Oracle, se decidió continuar desarrollando independientemente Illumos.

## Objetivos
El proyecto se propone continuar con el desarrollo y el mantenimiento del código OS/Net (ON) de Oracle de forma independiente y comunitaria. Estos son sus principales objetivos:
- Sustituir los archivos binarios privativos del árbol principal (libc_i18n, NFS/CIFS Lock Manager, partes del framework criptográfico, algunos controladores importantes...) y permitir un desarrollo independiente, basado y dirigido por la comunidad, pero compatible tanto a nivel legal como binario con la rama principal de OpenSolaris.
- Incorporar cambios experimentales o que no podrían tener lugar en OS/Net como parte de OpenSolaris.
- Ofrecer esos cambios de vuelta a upstream para que puedan integrarse en OS/Net.
- Ofrecer un sistema operativo completamente libre, con compatibilidad 100% con el software de sistema operativo que se ejecuta en OS/Net Solaris / OpenSolaris (la meta es 100% compatible con ABI, Application Binary Interface).

Illumos se centra en el sistema operativo y no está interesado en el subsistema gráfico, los componentes de escritorio, el sistema de paquetes... El proyecto no pretende crear tampoco una distribución propia, sino que pretende proporcionarle todos los componentes a otros proyectos que quieran basarse en el núcleo de OpenSolaris.
El sistema operativo se propone cubrir las arquitecturas x86, AMD64, SPARC, VMWare, VirtualBox (y, en perspectiva, s390, PowerPC, ARM).

## Apoyos
Illumos nace con el apoyo de algunas empresas como Nexenta y Joyent, instituciones como BerliOS y algunos proyectos de la comunidad OpenSolaris como:
- Nexenta, distribución basada en el núcleo de OpenSolaris con herramientas de Debian/Ubuntu.
- BeleniX, una distribución basada en OpenSolaris.
- SchilliX, una distribución basada en OpenSolaris.

Su vocación es mantenerse completamente independiente de las empresas e instituciones que apoyen al proyecto, y dotarse de los mecanismos de autogobierno necesarios para lograrlo.

## Distribuciones
La principal distribución es realizada por el Proyecto Indiana con OpenIndiana.
Es un sistema operativo tipo Unix liberado como software libre y de código abierto. Es una bifurcación de OpenSolaris concebida después de la compra de Sun Microsystems por parte de Oracle y tiene como objetivo continuar con el desarrollo y la distribución del código base de OpenSolaris.
El proyecto opera bajo el patrocinio de la Illumos Foundation (Fundación Illumos). El objetivo declarado del proyecto es convertirse en la distribución de OpenSolaris de facto instalada en servidores de producción donde se requieren soluciones de seguridad y errores de forma gratuita.